# Капио, Йохан
Йохан Капио (нидерл. Johan Capiot; род. 12 апреля 1964,  Билзен,  провинция  Лимбург , Бельгия) — бельгийский профессиональный шоссейный велогонщик в 1986-2000 годах.  

## Достижения
1983
1-й — Этап 2a Étoile du Sud-Limbourg (юниоры)
1984
1-й  Чемпион Бельгии - Групповая гонка (любители)
1-й — Этапы 1 и 3 Тур Чили
1-й — Этап 2а Франко-Бельгийское кольцо
1986
Тур Дании
1-й  — Горная классификация
1-й — Этап 3
1-й Гран-при Брика Схотте
2-й Гран-при Денена
2-й Гран-при Ефа Схеренса
3-й Схал Селс
3-й Париж — Брюссель
4-й Схелдепрейс 
4-й Тур Люксембурга — Генеральная классификация
8-й Брюссель — Ингойгем
1987
1-й Венендал — Венендал Классик
1-й — Этап 1 Тур Пикардии
2-й Брюссель — Ингойгем
5-й Ле-Самен
6-й Гран-при Фурми
8-й Тур Лимбурга
10-й Дварс дор Фландерен
1988
1-й Брабантсе Пейл
1-й — Этапы 1 и 5 Тур Люксембурга
1-й — Этап 5 Тур Бельгии
5-й Гран-при Фурми
1989
1-й Брабантсе Пейл
5-й Гран-при Раймонда Импаниса
5-й Париж — Брюссель
5-й Тур Лимбурга
1990
1-й Омлоп Хет Ниувсблад
2-й Брабантсе Пейл
3-й Delta Profronde
6-й Схелдепрейс 
1991
1-й Париж — Тур
1-й — Этап 8 Четыре дня Дюнкерка
2-й Нокере Курсе
2-й Гран-при Раймонда Импаниса
2-й Тур Кёльна
3-й Схелдепрейс
4-й Омлоп ван хет Хаутланд
6-й Гран-при Ефа Схеренса
9-й Париж — Брюссель
1992
1-й Омлоп Хет Ниувсблад
1-й Ле-Самен
1-й Брабантсе Пейл
1-й Нокере Курсе
1-й Delta Profronde
1-й — Этап 2 Тур Пикардии
2-й Гент — Вевельгем
2-й Чемпионат Бельгии — Групповая гонка
3-й Париж — Рубе
4-й Три дня Де-Панне — Генеральная классификация
1-й — Спринтерская классификация
5-й Схелдепрейс
1993
1-й — Этап 3 Тур Пикардии
1-й — Этап 3а Тур Люксембурга
2-й Гран-при Денена
3-й Ле-Самен
4-й Париж — Брюссель
5-й Тур Лимбурга
5-й Delta Profronde
5-й Нокере Курсе
5-й Дварс дор Фландерен
5-й Омлоп Хет Ниувсблад
6-й Гент — Вевельгем
8-й Схелдепрейс
9-й Бенш — Шиме — Бенш
10-й Тур Фландрии
10-й Брабантсе Пейл
1994
1-й Классика Альмерии
1-й Ле-Самен
2-й Кюрне — Брюссель — Кюрне
3-й Delta Profronde
5-й Тур Фландрии
6-й Париж — Рубе
9-й Омлоп Хет Ниувсблад
10-й Четыре дня Дюнкерка — Генеральная классификация
1995
1-й Ле-Самен
5-й Париж — Тур
5-й Париж — Рубе
5-й Три дня Де-Панне — Генеральная классификация
7-й Гран-при Ефа Схеренса
8-й Париж — Брюссель
9-й Нокере Курсе
10-й Гран-при Исберга
1996
1-й Grand Prix de Plumelec-Morbihan
1-й Омлоп ван хет Хаутланд
2-й Зеллик — Галмарден
3-й Тур Кёльна
3-й Delta Profronde
3-й Венендал — Венендал Классик
4-й Дрёйвенкурс Оверейсе
5-й Париж — Брюссель
8-й Гент — Вевельгем
9-й Гран-при Фурми
9-й Гран-при Ефа Схеренса
9-й Омлоп Хет Ниувсблад
10-й Франко-Бельгийское кольцо
1997
3-й Гент — Вевельгем
3-й Омлоп Хет Ниувсблад
9-й Кюрне — Брюссель — Кюрне
1998
1-й — Этап 4b Вуэльта Мурсии
2-й Дварс дор Фландерен
8-й Delta Profronde
1999
10-й Нокере Курсе

## Статистика выступлений

### Гранд-туры
| Гранд-тур                 | 1987 | 1988 | 1989 | 1990 | 1991 | 1992 | 1993 | 1994 | 1995 |
| ------------------------- | ---- | ---- | ---- | ---- | ---- | ---- | ---- | ---- | ---- |
| Джиро д’Италия            | 131  | —    | —    | —    | НФ   | —    | —    | —    | НФ   |
| Тур де Франс              | НФ   | —    | НФ   | НФ   | —    | НФ   | НФ   | НФ   | —    |
| (c 2010 ) Вуэльта Испании | —    | —    | —    | —    | —    | —    | —    | —    | —    |

| —  | Не участвовал  |
| НФ | Не финишировал |